# Elisabeth Flandrika av Oranien
Elisabeth Flandrika av Oranien, född 1577, död 1642, var en nederländsk adelskvinna. Hon var regent i furstendömet Sedan mellan 1623 och 1626 som förmyndare för sin son Frédéric Maurice de La Tour d'Auvergne.

## Biografi
Elisabeth Flandrika var en av sex döttrar till furst Vilhelm I av Oranien och hans tredje maka Charlotte de Bourbon-Montpensier. Alla sex systrar fick namn efter en av Nederländernas provinser.
Elisabeth Flandrikas mor avled 1582 och hennes far 1584, och hon uppfostrades sedan av sin styvmor Louise de Coligny i Haag på den nederländska regeringens bekostnad. Hennes styvmor önskade gifta bort sina styvdöttrar med medlemmar av den franska hugenottadeln, och fick stöd i sin önskan av den nederländska regeringen. 1594 presenterade Louise de Coligny sina äldsta styvdöttrar Elisabeth Flandrika och Charlotte Brabantina vid Henrik IV:s hov i Frankrike.

### Giftermål
Elisabeth Flandrika blev med godkännande av den nederländska staten gift 1594 med Henri de La Tour d'Auvergne, hertig av Bouillon och prins av Sedan. Hon bosatte sig i makens furstendöme Sedan, som var ett centrum för franska hugenotter. När Henrik IV konverterade till katolicismen 1598 blev hennes make ledare för de franska hugenotterna. När han förvisades 1603 tog hon sin tillflykt till Turenne. Han återfick Sedan 1608, om än under fransk överhöghet. Under Elisabeths ledning blev Sedan ett viktigt kalvinistiskt centrum med en akademi som undervisade välkända teologer.

### Regent
Vid makens död 1623 blev hon regent för sin son fram till hans myndighetsdag 1626. När sonen sedan blev guvernör i Maastricht 1632, blev hon hans regent i Sedan under hans frånvaro. Hon beskrivs som liten och smal, kultiverad, livlig och kvick. Som sträng kalvinist undvek hon all lyx, höll ett spartanskt hov och beskrev sig själv som ”den sämst klädda kvinnan i Sedan”. Hon upprätthöll en livlig korrespondens med sin styvmor och sina systrar, av vilka flera var politiskt verksamma och kallade sig själva "statskvinnor".
När hennes son övergick till katolicismen 1635 på grund av sin fru, sände Elisabeth Flandrika en hovdam till Maastricht för att konvertera svärdottern; när hovdamen ifråga själv övergick till katolicismen, ville hon själv resa till Sedan, men fick inte pass att resa genom Spanska Nederländerna.
Elisabeth Flandrika avled strax innan Sedan erövrades av fransk-katolska trupper. Claude Sarrau kommenterade att "Gud älskade Madame de Bouillon" som låtit henne dö innan katolikerna tog Sedan.